# Volarské seníky
Volarské seníky (v místním německém nářečí Heustadel nebo Heustoal) jsou charakteristický typ zemědělské stavby, který se vyskytuje v okolí Volar. Seníky sloužily k uskladnění sena v období od senoseče do zimy, kdy zamrzly cesty a bylo možné odvézt seno z luk do volarských domů. Seníky, které se dochovaly, jsou dnes chráněny jako kulturní památka České republiky.

## Historie

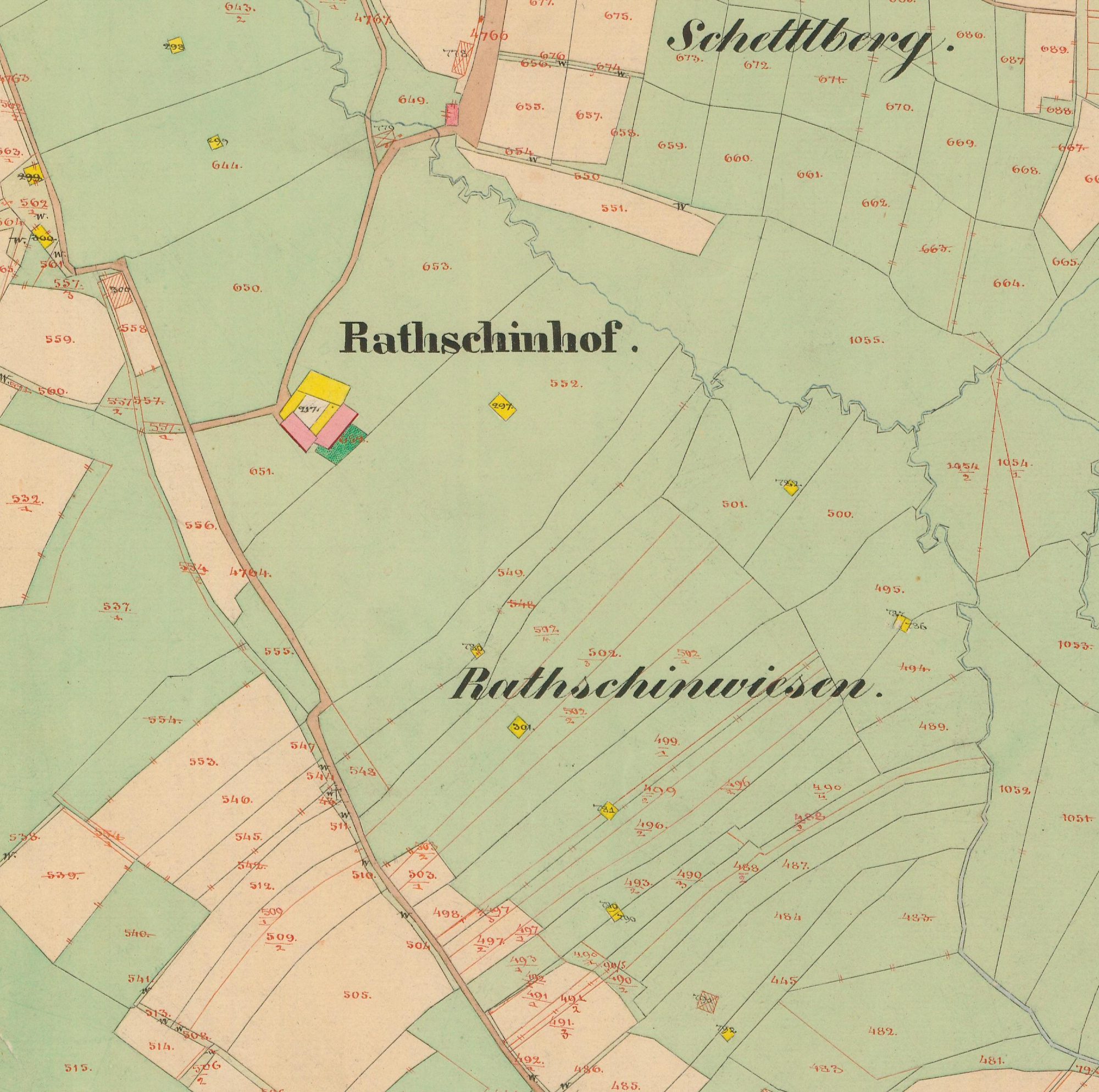
Volarské seníky v okolí samoty Rathschinhof severozápadně od Volar, stav podle katastru nemovitostí z roku 1837. Dřevěné budovy jsou vyznačeny žlutou barvou.

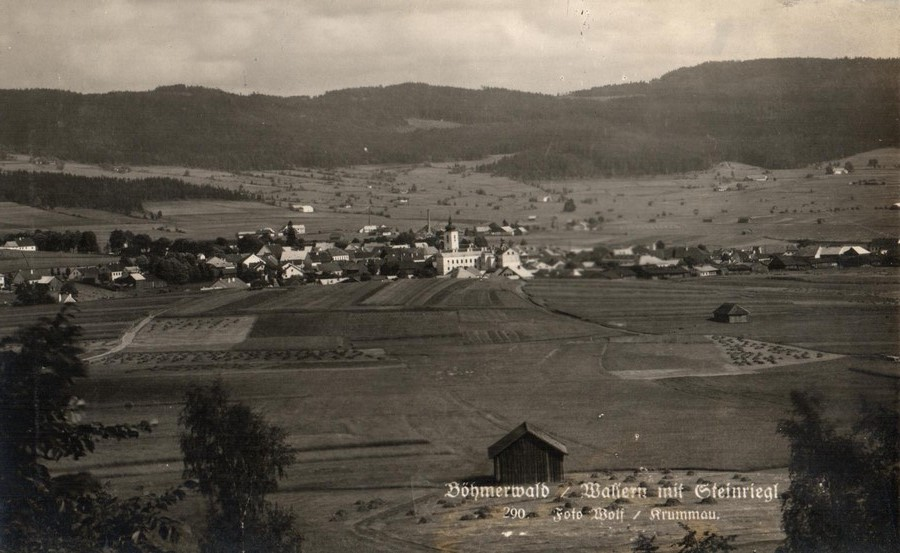
Seníky na loukách okolo Volar, historická pohlednice, foto J. Wolf

Zemědělské hospodářství v horských podmínkách Šumavy mělo svá specifika. Snáze dostupná pole byla používána pro pěstování obilí, brambor a lnu. Seno se získávalo z podmáčených luk. Tam ale nebylo možné v létě přijet povozem, protože kola vozů i tažná zvířata se bořila do půdy. Proto byly na lukách budovány seníky, kde se seno uskladnilo do doby, než půda zamrzla a bylo možné bezpečně přijet s povozem a svézt seno do stavení.
Takových seníků byly v okolí Volar stovky. Po roce 1945, kdy došlo k vysídlení původního obyvatelstva a změně způsobu hospodaření, význam seníků zanikl. Stavby nebyly udržovány a do současnosti se jich dochovalo jen nepatrné množství.
V roce 1963 bylo památkově chráněno 50 seníků. V roce 2019 je chráněno 13 seníků, z toho 4 zanikly a 4 seníky byly přemístěny do jiné polohy.
K prvním transferům seníků došlo koncem osmdesátých let 20. století, kdy byl jeden ze seníků přemístěn k domu čp. 102 ve Volarech.

## Konstrukce
Starší typy seníků byly roubené stavby. Nejstarší datovaná stavba je z roku 1795. Novější seníky měly trámovou nosnou konstrukci zavětrovanou pásky nebo ondřejskými kříži a pobitou prkny.
Větší seníky mají uvnitř průjezd, kudy bylo možné vjet s povozem dovnitř a seno naložit. Průjezd dělil seník na dvě nebo tři části, podle toho, zda byl umístěn po straně nebo uprostřed stavby. Menší seníky měly vstup ve štítové stěně, který byl krytý přesahem střechy.
Střechy byly kryty štípaným šindelem, který byl později nahrazován modernější krytinou (pálené tašky, eternit, betonové tašky).

## Galerie

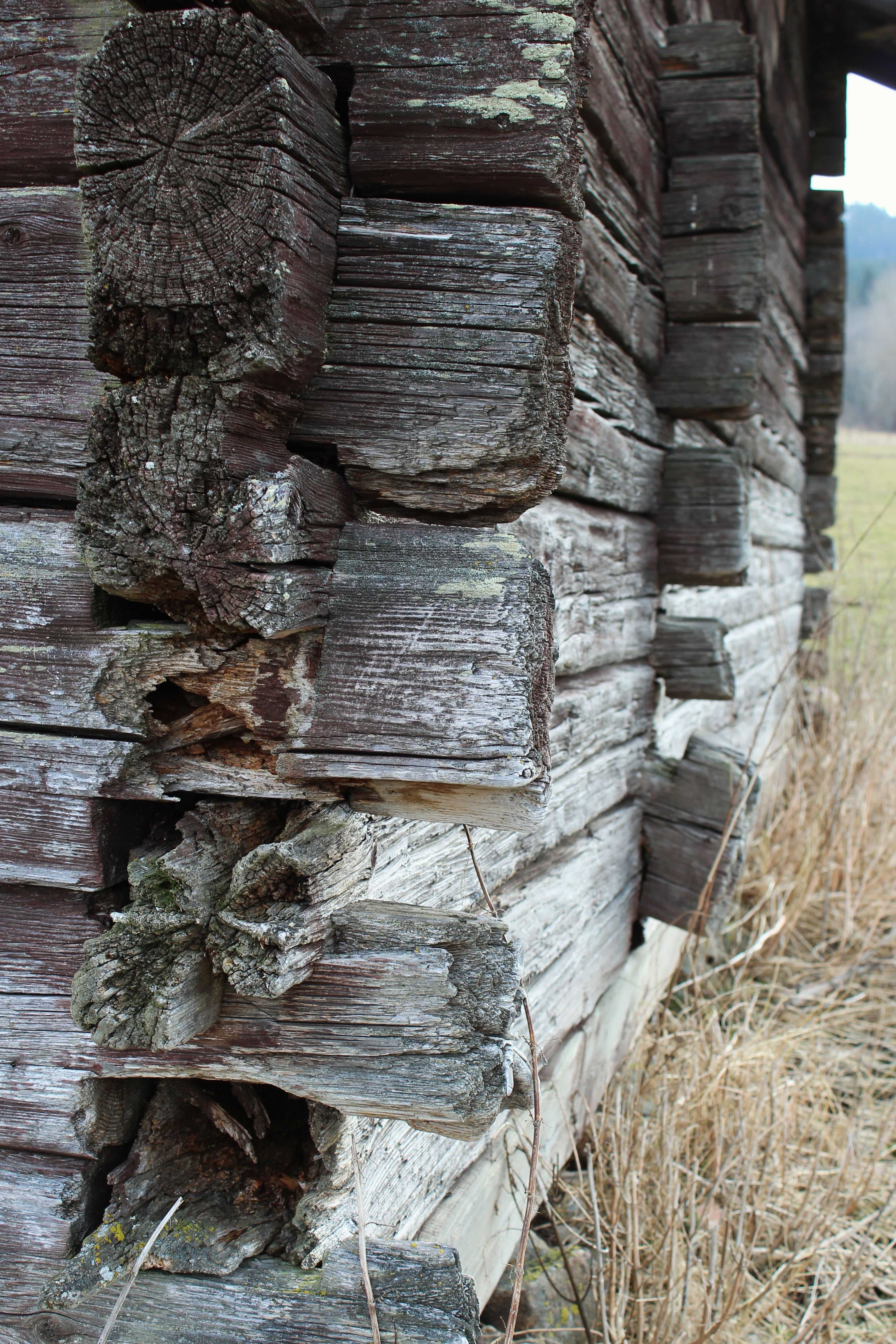
Detail roubeného nároží seníku.
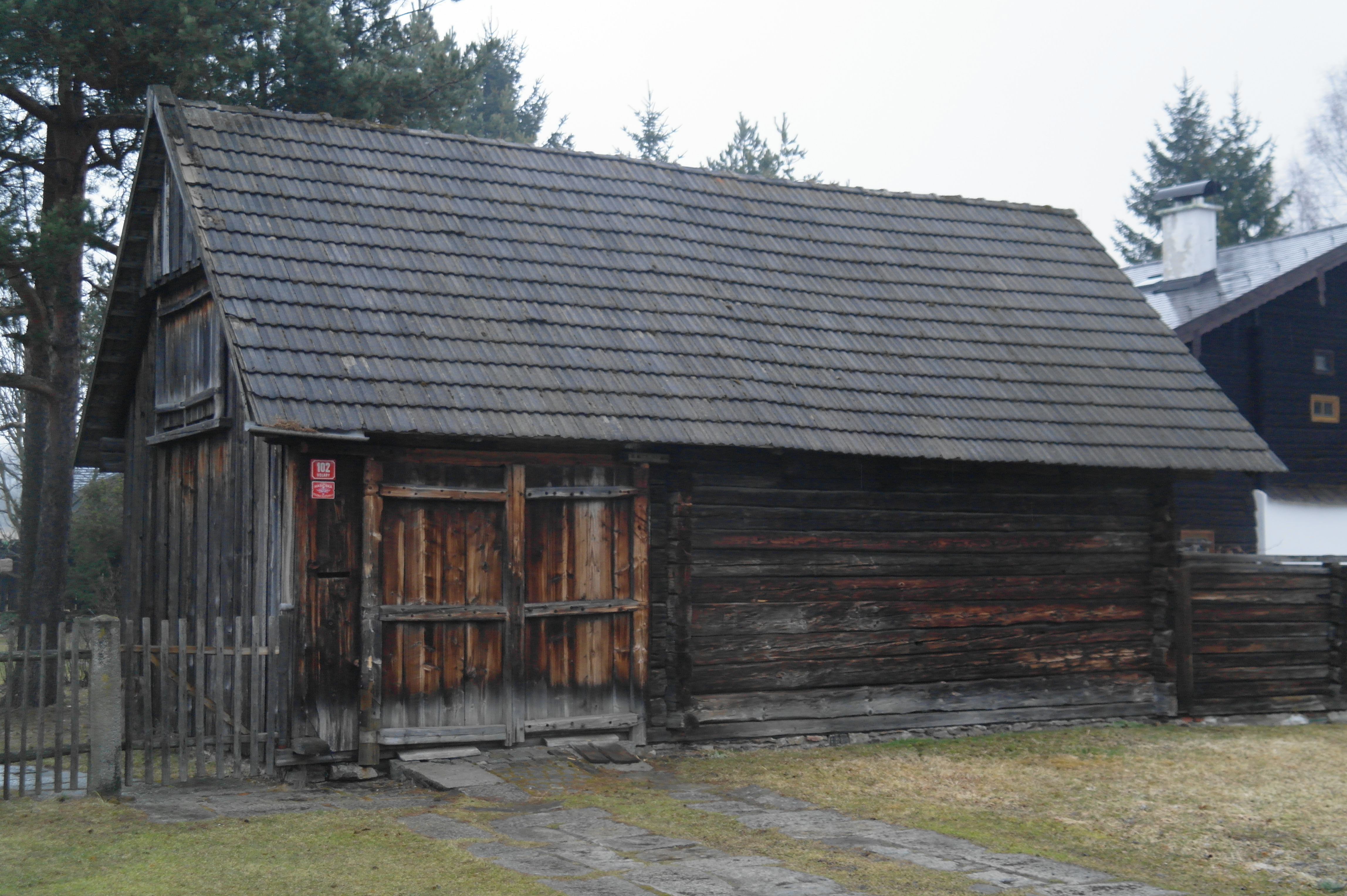
Seník přemístěný v letech 1985-1986 k domu čp. 102 ve Volarech.
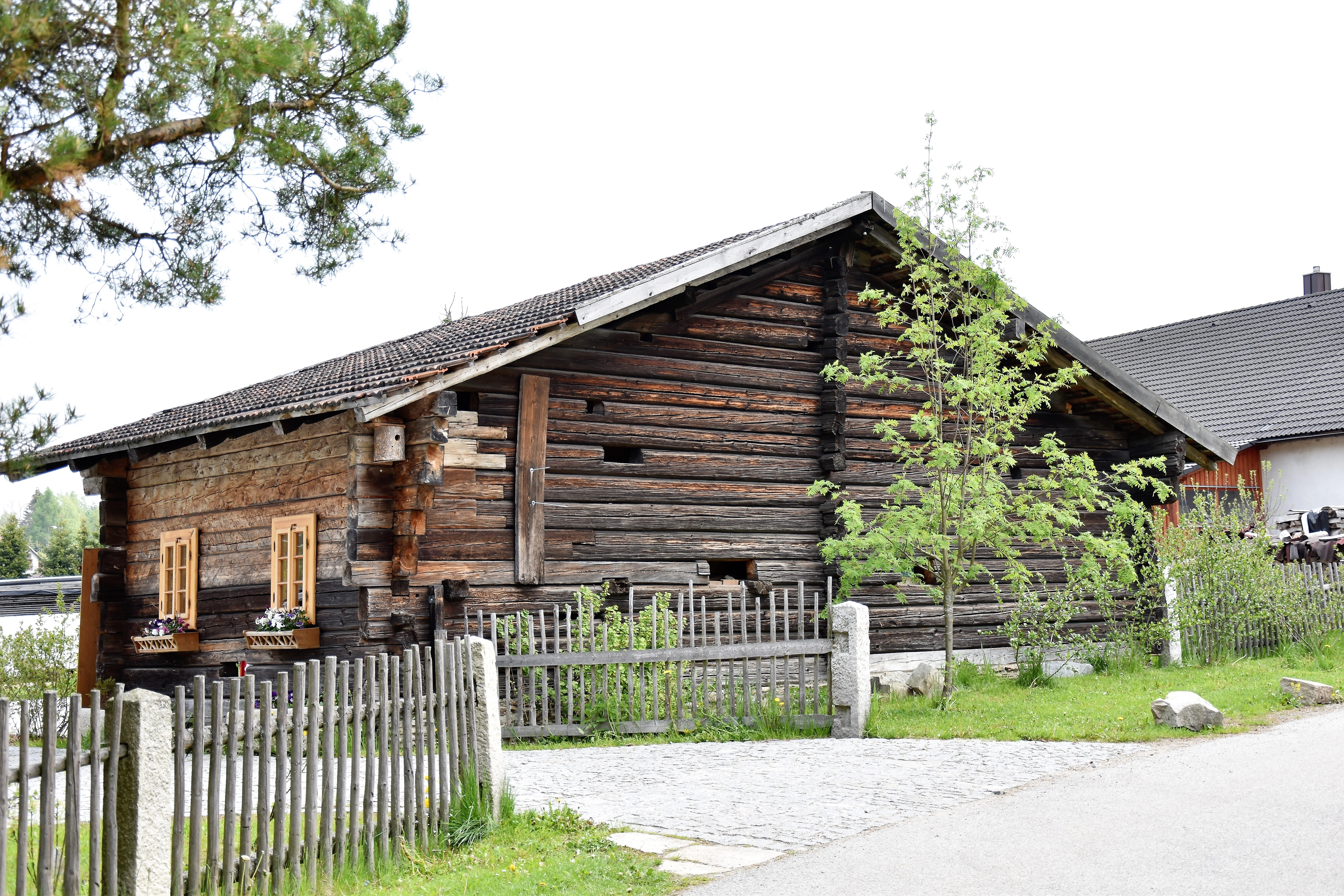
Seník u domu K. V. Raise č. p. 159.

### Související člínky
- Volarský dům